# Stahlindustrie in Luxemburg
Ab ca. 1890 und fast das gesamte 20. Jahrhundert hindurch spielte der Export von Eisen- und Stahlprodukten eine außerordentlich wichtige Rolle in der Wirtschaft Luxemburgs und bildete zusammen mit der Förderung des Bergbaus die Grundlage für den wirtschaftlichen Wohlstand des Landes im 20. Jahrhundert: Luxemburg war bei der Produktion von Stahl und Eisen pro Einwohner und Jahr (12 bis 15 Tonnen) mit Abstand weltweit führend. In den ersten beiden Jahrzehnten des 20. Jahrhunderts lag Luxemburg hinsichtlich der Menge an produziertem Stahl und Eisen weltweit an sechster Stelle, und ARBED gehörte zu den zehn größten Stahlkonzernen. Noch heute hat das Nachfolgeunternehmen ArcelorMittal, der zweitgrößte Stahlkonzern der Welt, seinen Hauptsitz in der Stadt Luxemburg.
Die Entwicklung von Eisen und Stahl war möglich durch das Minette-Region am südlichen Rand des Landes (Teil des lothringischen Minette-Beckens) und die Investitionen in die Verarbeitung vor dem Ersten Weltkrieg durch deutsche Stahlunternehmen und dann durch belgisch-französische Unternehmen Hauptstadt.
Ab den 1960er Jahren begann die Rolle der Stahlindustrie in der Wirtschaft des Landes relativ gesehen abzunehmen, doch insbesondere ab 1974, als in Europa die erste Stahlkrise ausbrach, ging die Produktion deutlich zurück (bis 1992 um 50 %). und die Zahl der Mitarbeiter sank von knapp 30.000 auf knapp 10.000.
Bis 1997 waren integrierte Werke in Betrieb, die die Bergwerke in Hochöfen verhütteten, die das so gewonnene Gusseisen zu Stahl und dann zu Endprodukten – Schienen, Dosen, Spundwänden usw. – verarbeiteten. - beschafft haben. Die Minette stammte aus den Bergwerken in Luxemburg und zuletzt hauptsächlich aus Lothringen; den Koks für die Hochöfen aus Deutschland und Belgien. Seitdem wird der Stahl aus Eisenschrott gewonnen, der in Elektroöfen geschmolzen und anschließend weiterverarbeitet wird. Im Jahr 2019 waren noch 5 Unternehmen in der Stahlindustrie tätig, die 2.119 Millionen Tonnen Stahl produzierte.

## Historische Entwicklung
Auf dem Gebiet des heutigen Luxemburg wurde von den Kelten bereits Eisenerz abgebaut und verhüttet. In der Ebene zwischen Esch/Alzette und Rümelingen wurden archäologische Überreste davon gefunden. 2003–2005 wurden im Genueser Busch bei Peppingen Überreste einer Hüttenanlage aus dem 13./14. Jahrhundert ausgegraben.
Mitte des 19. Jahrhunderts änderte sich dies grundlegend: Luxemburg trat 1842 dem deutschen Zollverein bei und hatte Zugang zu einem großen Markt im Osten. Im Jahr 1841/42 gab es in Luxemburg 11 Hochöfen, die alle mit Holz befeuert wurden und eine Jahresproduktion von 7.300 Tonnen (T) erreichten:
| Ort          | Zahl der Hochöfen | Jahresproduktion |
| ------------ | ----------------- | ---------------- |
| Berberg      | 1                 | 700 T            |
| Rollingen    | 2                 | 900 T            |
| Bissen       | 2                 | 1400 T           |
| Colmar-Berg  | 1                 | 700 T            |
| Fischbach    | 2                 | 1500 T           |
| Grundhof     | 1                 | 700 T            |
| Ansemburg    | 1                 | 700 T            |
| Dommeldingen | 1                 | 700 T            |

Ein wichtiges Element war auch der Bau der Eisenbahnlinie Luxemburg-Diedenhofen mit darüber hinausgehenden Verbindungen zu den europäischen Industriegebieten. Die Folge war, dass die Produktion von Koks, das einen fünfmal höheren Brennwert als Holzkohle hat, rentabel wurde.
All dies führte dazu, dass sich die Hütten immer mehr für Minett interessierten.
Zwischen 1854 und 1869 gab es vor allem von belgischen und preußischen Unternehmen 64 Anträge auf Erteilung einer Konzession für die Minett. Etwa 2/3 der abgebauten Fördermenge wurden auch in das preußische Rheinprovinz und nach Belgien exportiert.
Die Luxemburger Abgeordnetenkammer verabschiedete 1870 ein Gesetz, das den Staat zum Eigentümer aller Minen ab einer bestimmten Tiefe, also unter der Erde, machte. Im Jahr 1880 kam ein Gesetz hinzu, das neue Konzessionen für den Bergbau an die Bedingung knüpfte, dass diese in Luxemburg selbst erworben werden mussten.
Dies ermöglichte es bestimmten luxemburgischen Familien, eine Schlüsselrolle in den Hütten zu spielen.
Die Brüder Charles, Norbert und Auguste Metz gründeten 1838 mit Hilfe der belgischen Investmentholding Société d'industrie luxembourgeoise die Société en commandite Auguste Metz & Cie. Sie pachteten die Schmiede von Berburg von Jean-Nicolas Collart und errichteten 1845 eine Gießerei in Eich. 1847 kauften sie die Anteile ihrer Investoren auf und führten die Firma Metz & Cie als Familienunternehmen weiter.

1865 bauten die Gebrüder Metz in Dommeldingen eine moderne Gießerei mit vier Hochöfen, in der Koks und Minett verhüttet wurden.

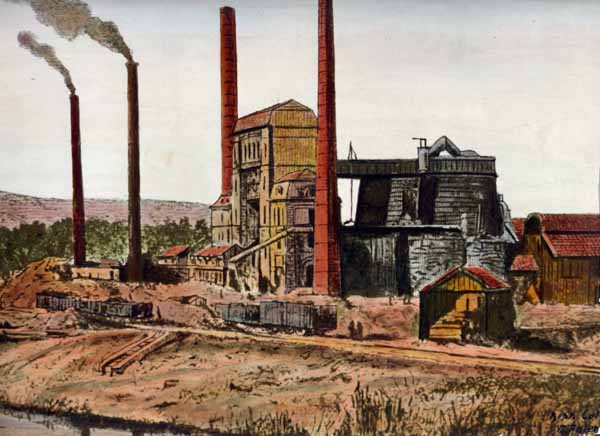
ARBED Schifflingen

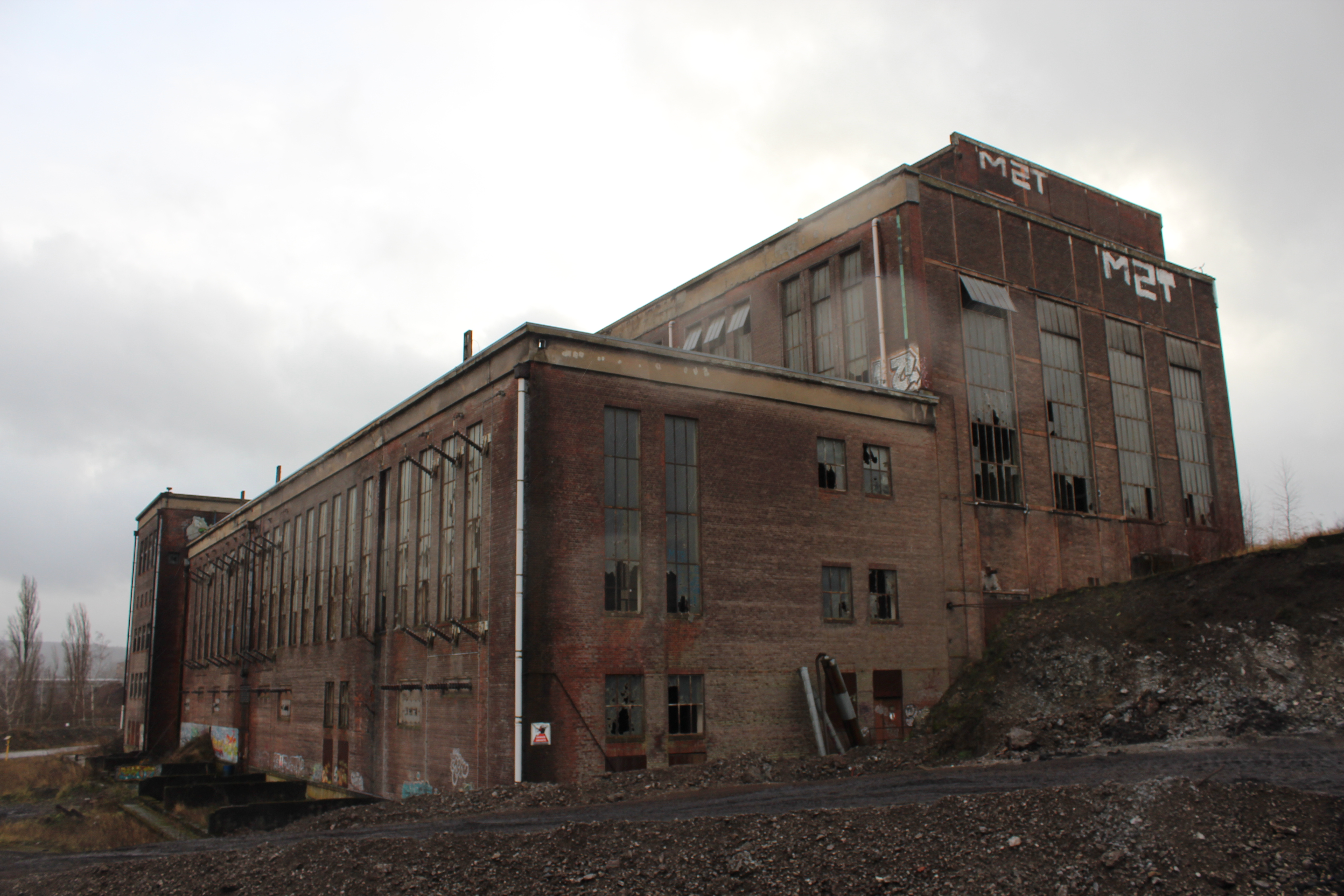
Ruine der Gasturbine auf Terres Rouges-Werksgelände

Im Jahr 1870 schloss Norbert Metz sein Unternehmen mit der SA des Mines du Luxembourg et des Forges de Saarbruck zusammen, die von Victor Tesch geleitet wurde. 1871 erhielten sie die Genehmigung, in Esch/Alzette eine Gießerei zu errichten: die Metz-Hütte (die später in ARBED-Schifflingen umbenannt wurde). Diese Gießerei stellte zunächst Gusseisen her, das in Burbach verarbeitet wurde. Gleichzeitig wurde in Esch die Brasseur-Hütte (die spätere ARBED Terres Rouges) von den Brüdern Dominique-Alexis und Pierre Brasseur gegründet. Im folgenden Jahr gründeten die Eigentümer der Steinforter Gießerei Charles und Jules Collart mit anderen Gesellschaftern eine Gießerei in Rodange. In diesem Jahr wurden in Rümelingen Hochöfen von SA Gonner, Munier und Helson gebaut.
In den 1880er Jahren kam es zu einer weiteren wichtigen Veränderung: Die Metzens kauften die Lizenz für das 1879 von Sidney Thomas und Percy Carlyle Gilchrist entwickelte Verfahren, das die Herstellung von Gussstahl ermöglichte. Sie nutzten das neue Verfahren zunächst in Eich, errichteten aber bald darauf eine neue Gießerei in Düdelingen, die ausschließlich nach dem neuen Verfahren produzierte. Um die Gießerei zu betreiben, taten sie sich mit Victor Tesch und Graf de Bertier zusammen, die einen großen Teil des Landes in Düdelingen besaßen, und gründeten die Société anonyme des Hauts-fourneaux et Forges de Dudelange.
Von 1880 bis zum Ersten Weltkrieg war die luxemburgische Stahlindustrie vollständig von Deutschland abhängig (zu dem seit 1871 auch ein großer Teil Lothringens gehörte): Bis zu 70 % der Produktion wurden dort verkauft, 90 % des Kokses stammten aus Deutschland (Ruhrgebiet) importiert. Die Maschinen und die Technik kamen aus Deutschland, ebenso wie das technische Personal, das daran arbeitete, und die Ingenieure. Das Entscheidungszentrum lag im Ruhrgebiet; Luxemburg war nur eine Art Peripherie, wo Rohstoffe oder Halbfabrikate für die Weiterverarbeitung im Ruhrgebiet hergestellt wurden.

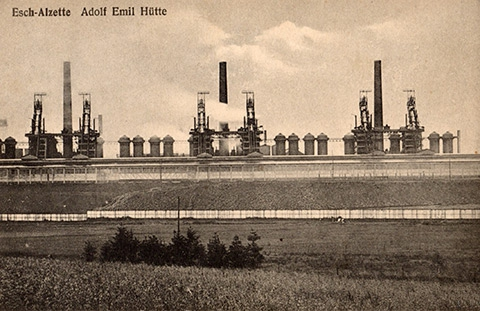
Die Adolf-Emil-Hütte

Um die Jahrhundertwende kam es in Luxemburg zu einer stärkeren vertikalen Integration. Der Abbau des Bergbaus, die Gewinnung des Eisens, die Reduktion zu Stahl und die Verarbeitung (also das Walzen) davon wurden direkt nebeneinander organisiert. Auch Unternehmen haben sich zu immer größeren Konzernen zusammengeschlossen:
- Im Jahr 1911 fusionierten die Familien Metz und Tesch ihre Unternehmen zur ARBED (SA des Aciéries réunies de Burbach-Eich-Dudelange).
- die Gelsenkirchener Bergwerks-AG, nach Krupp der zweitgrößte deutsche Schwerindustriekonzern, erwarb die Brasseurs-Hütte (sie wurde in Rothe Erde umbenannt) und ihre Bergwerke und gründete zusätzlich zwischen 1909 und 1913 in Esch-Belval die Adolf-Emil-Hütte.
- die Deutsch-Luxemburgische Bergwerks- und Hütten-AG erwarb und modernisierte die Differdinger Société anonyme des hauts-fourneaux de Differdange, die 1896 von Paul Wurth und Baron Alexandre de Gerlache gegründet wurde. Das Gleiche tat sie auch mit der Rümelinger Hütte.
- die belgische SA d'Ougrée-Marihaye übernahm 1905 die Rodinger Hütte und errichtete dort ein Stahlwerk und ein Walzwerk.
- ser Kabelhersteller Felten & Guilleaume, eine Tochtergesellschaft der deutschen AEG, übernahm 1912 die Steinforter Hütte.

Die Produktionszahlen veranschaulichen am besten die Entwicklung der Stahlindustrie in Luxemburg innerhalb von nur 35 Jahren: Die geförderte Menge verzehnfachte sich von 700.000 Tonnen im Jahr 1868 auf 7 Millionen Tonnen im Jahr 1913; die Produktion von Gusseisen stieg im gleichen Zeitraum von 100.000 Tonnen auf 2,5 Millionen Tonnen, und die von Stahl, die erst 1886 begann, erreichte 1913 1,5 Millionen Tonnen. Die Zahl der Explosionen stieg von 14 im Jahr 1871 auf 47 im Jahr 1913.
Kurz vor dem Ersten Weltkrieg war Luxemburg der sechstgrößte Gusseisenproduzent der Welt und der achtgrößte Stahlproduzent.

## Zwischenkriegszeit
Zur Zeit des Ersten Weltkriegs wurde die industrielle Produktion in Luxemburg unter deutscher Besatzung fortgesetzt.
Als Nächstes kam die große Wende: Infolge der deutschen Niederlage musste Luxemburg 1919 seine Mitgliedschaft im deutschen Zollverein kündigen und schloss nach langwierigen Verhandlungen eine neue Wirtschaftsunion mit Belgien - die Belgisch-Luxemburgische Wirtschaftsunion im Jahr 1921.
Der Bruch mit Deutschland bedeutete für die luxemburgische Stahlindustrie nicht nur eine wirtschaftliche Neuausrichtung, sondern auch eine Umstrukturierung: Die Herausforderung bestand darin, erstens den vor- und nachgelagerten Markt zu sichern (die Materie – Premieren – Minett und Kock – einerseits und die Produktion von Fertigprodukten – vom Nagel bis zum Grauträger – andererseits) und zweitens an die Stelle der deutschen Unternehmen zu treten, die sich zurückziehen mussten.
1919 wurden die deutschen Unternehmen in Luxemburg verkauft:
- ein französisch-belgisch-luxemburgisches Konsortium, die Société Métallurgique des Terres Rouges, mit Schneider-Creusot, der ARBED und der Banque de Bruxelles als Hauptaktionären, besitzt die Standorte der Gelsenkirchener Bergwerks-AG (einschließlich der Schmelxe Rothe Erde und Adolf-Emil-Hütte in Esch) erworben;
- 1920 übernahm ARBED zusammen mit Terres Rouges Kohlebergwerke im Raum Köln, in Belgien und in den Niederlanden. Außerdem kaufte sie weitere Konzessionen und Grundstücke in Lothringen. In der darauffolgenden Produktion übernahm es die Kölner Felten & Guilleaume (1919) und die Clouterie et Tréfilerie de Flandres (1921).
- ein französisch-belgisches Konsortium, HADIR (Hauts-furneaux et aciéries de Differdange, St-Ingbert, Rumelange), wurde unter der Führung der Société générale de Belgique und der Société Lorraine des Aciers de Rombas gegründet und lässt die Standorte übernehmen die Deutsch-Luxemburgische Bergwerks- und Hütten-AG, zu der die Hütten von Differdingen und Rümelingen sowie die Bergwerke in Ütteng gehörten.
- die Steinforter Hütte ging von Felten & Guilleaume an Athus-Grivégnée. Diese beteiligten sich auch an verschiedenen Kohle- und Erzbergwerken.
- über eine Tochtergesellschaft übernahm Schneider den deutschen Teil von Ougrée-Marihaye, zu dem die Rodinger Hütte gehörte.

Eine Folge des Zusammenbruchs des deutschen Absatzmarktes war, dass die Luxemburger Hütten schnell Handelsbüros aufbauen mussten, um ihre Produkte weltweit verkaufen zu können. 1920 wurde ARBED d'Columeta (Comptoir Luxembourgeois de Métallurgie, später umbenannt in Trade ARBED) gegründet und HADIR trat 1923 SOGECO (Société Générale pour le Commerce de Produits Industriels) bei. Columeta hatte Niederlassungen und Vertretungen in Brasilien, Argentinien, Indien und Japan.
Der luxemburgischen Stahlindustrie gelang es innerhalb kurzer Zeit, sich von einem Lieferanten der deutschen Stahlindustrie zu einem unabhängigen Hersteller vielfältiger, auf dem Weltmarkt konkurrenzfähiger Produkte zu wandeln.
Zusammenfassend lässt sich sagen, dass der Grundstein für die luxemburgische Stahlindustrie, wie sie bis in die 1970er Jahre bestand, am Ende des Ersten Weltkriegs gelegt wurde.

Stahlerzeugung 1939

Die folgenden Jahre der Zwischenkriegszeit waren im Gegensatz zu den Boomjahren der Anfangszeit von einer gewissen Stagnation, aber auch der einen oder anderen Krise geprägt. 1927 wurde die Rümelinger Hütte geschlossen, 1931 die in Steinfort. Zwar gab es weitere technische Entwicklungen, diese waren jedoch nicht so revolutionär wie z. B. B. die Entwicklung des Thomas-Gilchrist-Verfahrens.
Aufgrund der Krisen der Jahre 1920–21 und in den 1930er Jahren war die Produktion großen Schwankungen unterworfen.

## Im Zweiten Weltkrieg
Nach der Besetzung Luxemburgs durch deutsche Truppen im Mai 1940 kam im Juli 1940 eine deutsche Zivilverwaltung ins Land, an deren Spitze der Gauleiter im Moselland Gustav Simon stand. Sie hatte vor allem zwei Aufgaben: die Luxemburger für Deutschland zu gewinnen und die Stahlindustrie unter deutsche Kontrolle zu bringen.[5]
Unmittelbar nach der Besetzung wurden zwei hochrangige Beamte nach Luxemburg entsandt: Den
- Otto Steinbrinck, Generalkommissar für die belgisch-luxemburgische Eisen- und Stahlindustrie und die
- Paul Raabe, Generalkommissar für Eisenerzgewinnung und -verteilung für die Gebiete Lothringen und Luxemburg.

Im Juni 1940 rief Steinbrinck die luxemburgischen Beamten zusammen, um sie zu einer loyalen Zusammenarbeit mit den Deutschen zu verpflichten. Wer das nicht wollte, musste zurücktreten. Die Vertreter von ARBED und Rodinger Hütte stimmten den Bedingungen zu, aber HADIR lehnte ab. Am 15. Juni wurden die HADIR-Hütten dann in eine neue Struktur, die Differdinger Stahlwerke AG, integriert. Die Rodinger-Hütte, im Besitz von Ougrée-Marihaye, konnte vorläufig bestehen bleiben; dann aber einem deutschen Treuhänder übertragen und in Eisenhüttenwerke Rodingen umbenannt. Mehrere deutsche Stahlunternehmen, allen voran die Reichswerke Hermann Göring, zeigten großes Interesse an der Übernahme der Arbeiten. Doch der Leiter der Zivilverwaltung, Simon, war dagegen: Er wusste, welche Schlüsselrolle ARBED in Luxemburg spielte, und wollte die Kontrolle darüber nicht verlieren. So wurde die Geschäftsführung von ARBED nicht ersetzt – Aloyse Meyer blieb Generaldirektor – da befürchtet wurde, dass ihre Produktivität sonst sinken würde. Aber Meyer erhielt die Kontrolle durch einen Delegierten aus dem Reich, und auch die Aktienbeteiligung der ARBED, die zu einem großen Teil der Société générale de Belgique gehörte, wurde stark verändert, und in der Generaldirektion saßen 9 Deutsche und 6 Luxemburger (vorher). Im Krieg waren es 15 Luxemburger und 2 Belgier. Es war jedoch von Anfang an geplant, dass im Falle eines Kriegssieges auch die Hütten ARBED und Rodingen in deutschen Besitz übergehen würden.
Was die Produktion in der Besatzungszeit betrifft, können zwei Perioden unterschieden werden:[6]
- Von August 1940 bis März 1942 war sie unter anderem bedingt durch den Zusammenbruch des französischen und der Meuausrichtung auf den deutschen Absatzmarkt sowie den Mangel an Rohstoffen geringer als vor dem Krieg (im August 1940 gab es 14.000 Arbeitslose!).
- Von April 1942 bis zur Befreiung wurde die Nachfrage nach der Kriegsindustrie immer größer. Nun gab es plötzlich nicht mehr genügend Arbeitskräfte, um den Bedarf zu decken. Ein Grund dafür war, dass ab September 1942 rund 1.200 Gießereiarbeiter zur Wehrmacht eingezogen wurden. So wurden ab Herbst 1942 Hunderte sogenannte Ostarbeiter aus den besetzten Gebieten Osteuropas nach Luxemburg gebracht und zur Arbeit in den Hütten und Bergwerken gezwungen. Allerdings waren diese nicht für den Einsatz in den Gießereien qualifiziert und so erreichte das Produktionsvolumen nicht den Höhepunkt der Zwischenkriegszeit.

Auch andere Häftlinge wurden gewaltsam in die Hüttenöfen gezwungen: Bei ARBED-Schifflingen wurden solche Häftlinge aus dem Außenlager des KZ Natzweiler-Struthof in Deutsch-Oth eingesetzt.

## Goldene Jahre
Der Zeitraum vom Ende des Zweiten Weltkriegs bis 1974 war von einem stabilen Wachstum geprägt. Im Jahr 1958 arbeiteten 25.700 Menschen in der luxemburgischen Stahlindustrie; Es wurden 3,4 Millionen Tonnen Stahl produziert. Im Jahr 1974 waren es 27.200 mit 6,4 Millionen Tonnen.
Es wurden in die Anlagen investiert: zwischen 1946 und 1967 30,2 Milliarden Franken. In Belval wurden die Hochöfen A (1965) und B (1970) in Betrieb genommen.
Durch ein neues Verfahren, das sogenannte LD-AC-Verfahren, konnte die Qualität des Stahls verbessert werden.
ARBED konnte ihre Position stärken. 1967 übernahm es HADIRr und wurde damit praktisch zum Monopolisten in Luxemburg für die Stahlproduktion und -verarbeitung. Etwa zur gleichen Zeit wurde das Unternehmen Mehrheitseigentümer von Sidmar in Gent, einer der modernsten Hütten Europas mit direktem Zugang zum Meer.

## Stahlkrise und Neuorientierung
1974 brach der weltweite Stahlmarkt aufgrund massiver Überproduktion zusammen. Ursachen hierfür waren die Ölkrise von 1973, die die Energiepreise in die Höhe trieb und zu einem Nachfragerückgang führte; die immer stärker werdende Konkurrenz aus Asien und die staatseigenen europäischen Stahlproduzenten, die ihre Produkte teilweise zu Dumpingpreisen auf den Markt brachten.
Innerhalb eines Jahres, zwischen 1974 und 1975, sank der Absatz in Luxemburg von 6,4 Millionen Tonnen auf 4,6 Millionen Tonnen. Schnell wurde klar, dass es sich hierbei nicht nur um einen kurzfristigen Einbruch, sondern um eine Strukturkrise handelte.
ARBED stand vor der Herausforderung, sich innerhalb kurzer Zeit zu modernisieren, um bei geringeren Umsätzen (und Erträgen) wieder profitabel zu sein. „Wenn ARBED den Schnappschuss hat, wird das ganze Land davon profitieren“, lautete ein oft gehörtes Sprichwort. Jetzt hatte ARBED eine schwere Grippe.

### Das Luxemburger Sozialmodell
1975 wurde ein Gesetz verabschiedet, um Entlassungen aus wirtschaftlichen Gründen zu verhindern. Am 18. August 1975 wurde ein dreigliedriger Wirtschaftsausschuss eingesetzt, in dem die Regierung, die Arbeiter-Seite und die Gewerkschaften vertreten waren. Ziel war es, den Abbau Tausender Arbeitsplätze in der Stahlindustrie so gut wie möglich zu gestalten. 1977 wurde ein Division Anti-Crise, kurz DAC genannt, gegründet, in der die Menschen, die in der Stahlindustrie nicht mehr benötigt wurden, gemeinnützige Arbeit leisteten (1977 waren es 2.700). Für Berufstätige wurde eine obligatorische Vorruhestandsregelung im Alter von 57 Jahren eingeführt; Und es gab eine Prämie für diejenigen, die freiwillig kündigten, um woanders zu arbeiten.
Im März 1979 wurde in einer dreiseitigen Vereinbarung festgelegt, dass ARBED bis 1983 23,2 Milliarden Franken in die Modernisierung seiner Produktionsmittel investieren werde. Die Gewerkschaften akzeptierten die Reduzierung der Belegschaft auf 16.500 Personen und der luxemburgische Staat gewährte ARBED einen Kredit über 3,2 Milliarden Luxemburger Franken, verteilt auf 10 Jahre. Produktionsstätten, die sich nicht mehr rentierten und deren Modernisierung sich nicht lohnte, wurden geschlossen.
Darüber hinaus wurden sogenannte Synergievereinbarungen mit anderen Stahlproduzenten geschlossen: Anstatt dass jeder alles aus einem Produktionsbereich macht, bleibt nur der profitabelste Standort erhalten (wobei ein gewisses Gleichgewicht eingehalten werden muss). Der Steckel in Düdelingen wurde somit geschlossen.
Dass all diese Maßnahmen nicht ausreichten, zeigte sich 1979: Die Stahlkrise verschärfte sich, z. B. A. durch eine höhere Inflation, die die Kreditzinsen in die Höhe trieb, den zweiten Ölpreiskrise, der die Energie- und Rohstoffpreise in die Höhe trieb, und die Überproduktion, die trotz des Davignon-Plans in mehreren Ländern, die Stahl produzierten, weiterhin stark war.
Damals erhielt ARBED im Vergleich zu seinen Konkurrenten relativ wenig Staatsgelder: Zwischen 1976 und 1982 investierte es 25,8 Milliarden Franken, wovon nur 10 % vom Staat kamen. Die DAC kostete im gleichen Zeitraum 5,1 Milliarden, wovon der Staat nur 1,6 Milliarden übernahm. Anderswo, wo Menschen einfach entlassen wurden, gab es keinen solchen Vorwurf. Zwischen 1975 und 1979 wurde 1 Tonne Stahl in Luxemburg mit 13 Franken, in Frankreich mit 700–900 Franken, in Großbritannien mit 1500 Franken und in Belgien mit 1800 Franken staatlich subventioniert.
So wurde das Dreiparteienabkommen 1979 geändert und am 8. April 1982 per Gesetz eine „Nationale Investitionsabgabe“ (Contribution nationale d'investissement), auch „Solidaritätssteuer“ genannt, eingeführt, die zusätzlich zu den Steuern erhoben wurde.
Im Jahr 1984 wurde ein Gesetz verabschiedet, durch das sich der luxemburgische Staat am Kapital von ARBED beteiligte und alle Anteile von Sidmar übernahm. Um dies zu finanzieren, wurde die Solidaritätssteuer von 5 % auf 10 % verdoppelt.
Nach weiteren Beteiligungen an der Hauptstadt ARBED wurde der luxemburgische Staat 1986 mit 42,9 % größter Anteilseigner. Bezüglich der Stimmrechte betrug der Anteil des Staates lediglich 30,8 %, so dass die Arbeit weiterhin nach den Grundsätzen des Marktes erfolgen konnte.
Zwischen 1975 und 1987 investierte der luxemburgische Staat daher insgesamt 47,5 Milliarden Franken in die Beschäftigungssicherung. Mehr als die Hälfte der Umstrukturierung der Arbeitskräfte wurde vom Staat bezahlt.

### Die 1990er Jahre
In den 1990er Jahren ging es wieder bergauf. Die einzelnen Unternehmen der ARBED-Gruppe waren als geschäftsautonome Einheiten strukturiert, die jeweils für ein gutes Ergebnis verantwortlich waren. 1992 erwarb ARBED die Maxhütte Unterwellendorf und über die Beteiligung an Sidmar die Mehrheit an Klöckner Stahl in Bremen. Darüber hinaus erhöhte es seinen Kapitalanteil an Belgo-Mineira und wurde zum Hauptaktionär. Die Minière et Métallurgique de Rodange (MMRA) in Rodingen, an der ARBED 1978 mit 25 % beteiligt war, ging 1994 vollständig in ihren Besitz über.
Im Jahr 1994 traf ARBED die strategische Entscheidung, auf reine Elektrohochöfen umzusteigen. Die letzte Stunde des mit Erz und Koks betriebenen Hochofens hatte geschlagen. In den nächsten Jahren wurden alle Stahlwerke in Luxemburg auf Elektrostahl umgestellt, bei dem Eisenschrott mit Hilfe von Elektrizität geschmolzen wird. Der letzte dieser Hochofen in Luxemburg, HF B in Belval, wurde im Juli 1997 geschlossen.

## Arcelor und Mittal Steel
Am 18. Februar 2002 fusionierte ARBED mit der spanischen Aceralia, ihrer 35-prozentigen Tochtergesellschaft seit 1997, im französischen Usinor. Die neue Gruppe, deren Hauptsitz weiterhin in Luxemburg blieb, erhielt den Namen Arcelor. Es war damals der größte Eisenproduzent der Welt.
Nachdem Mittal Steel im Januar 2006 eine OPA für Arcelor angekündigt hatte, stimmte Arcelor am 25. Juni 2006 nach langer Überlegung der Fusion mit der niederländisch-englischen Gruppe von Lakshmi Mittal zu.
Der neue Konzern, der aus den beiden größten Stahlkonzernen der Welt hervorgegangen ist, erhielt den Namen ArcelorMittal mit Sitz in Luxemburg. Die erste Fabrik weltweit, die offiziell den Namen ArcelorMittal annimmt, ist
die Gießerei ArcelorMittal Düdelingen.

## Nach der Fusion

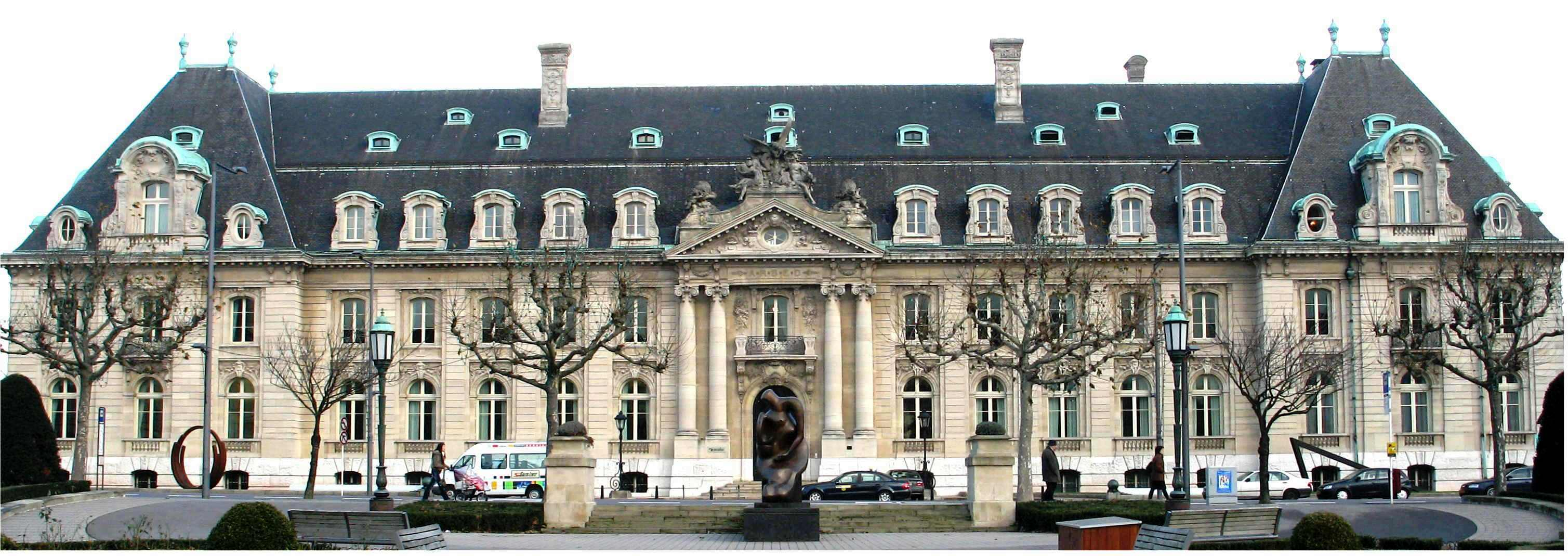
Das alte Verwaltungsgebäude der ARBED

Im Oktober 2012 wurde bekannt gegeben, dass ab Januar 2013 die Produktion am Standort Schifflingen „vorübergehend“ eingestellt wird. Ob und wann es wieder aufgenommen werden sollte, war ungewiss.[9] Im Februar 2016 wurde bekannt gegeben, dass eine Studie zur Neuaufstellung des Standorts durchgeführt werden soll. Damit war das Ende der Produktion in Schiffleng beschlossen. ArcelorMittal hat die betroffene Fläche von 52 ha an die Agentur Agora übergeben, die sich um die Rückumwandlung kümmert und auch die Kosten für die Sanierung des Geländes übernimmt.[10]
Im November 2014 verkaufte ArcelorMittal sein historisches Verwaltungsgebäude an der Avenue de la Libertè in Luxemburg an die Sparkasse. Die Gruppe hat ihren Hauptsitz in einem Gebäudederzeit am Boulevard d'Avranches; im April 2016 wurde bekannt gegeben, dass man neben dem Hochhaus auf dem Kirchberg ein neues Gebäude errichten möchte.